# شهرستان شیچوان
شهرستان شیچوان (به لاتین: Shiquan County) یک شهرستان‌های جمهوری خلق چین در چین است که در آنکانگ واقع شده‌است.
 شهرستان شیچوان ۱٬۵۲۵ کیلومتر مربع مساحت و ۱۷۱٬۰۹۷ نفر جمعیت دارد.